# Колокольчик жёстковолосый
Колокольчик жёстковолосый, или Колокольчик жёстковолосистый (лат. Campanula cervicaria) — растение из рода Колокольчик. Распространён в Сибири, Северной, Центральной и Восточной Европе. Одно из народных названий — «укрыт»

## Ботаническое описание
Колокольчик жестковолосый — двулетнее жестковолосистое травянистое растение высотой 30—100 см с толстым корнем и с толстым жёстким остроугловатым стеблем. Своё видовое название получил благодаря жёстким отстоящим волоскам. Нижние листья продолговато-ланцетные, верхние — сидячие, ланцетные, мелкогородчатые. 
Цветки светло-синие, с колокольчатым пятилепестным венчиком, тычинок пять, пестик с трёхраздельным рыльцем и нижней завязью. Чашечка пятираздельная, чашелистики яйцевидные, тупые. Цветки скучены на верхушке стебля и в пазухах верхних листьев. Плод — прямостоячая трехгнёздная коробочка, открывающаяся отверстиями.
Время цветения — с мая по июнь.

## Распространение и экология
Колокольчик жестковолосистый произрастает на небогатых почвах с различной степенью увлажнения в разреженных лесах, на полянах, среди кустарников, на лугах. Численность популяций очень низкая. Растение резко отрицательно реагирует на вытаптывание и связанное с ним механическое уплотнение почвы.

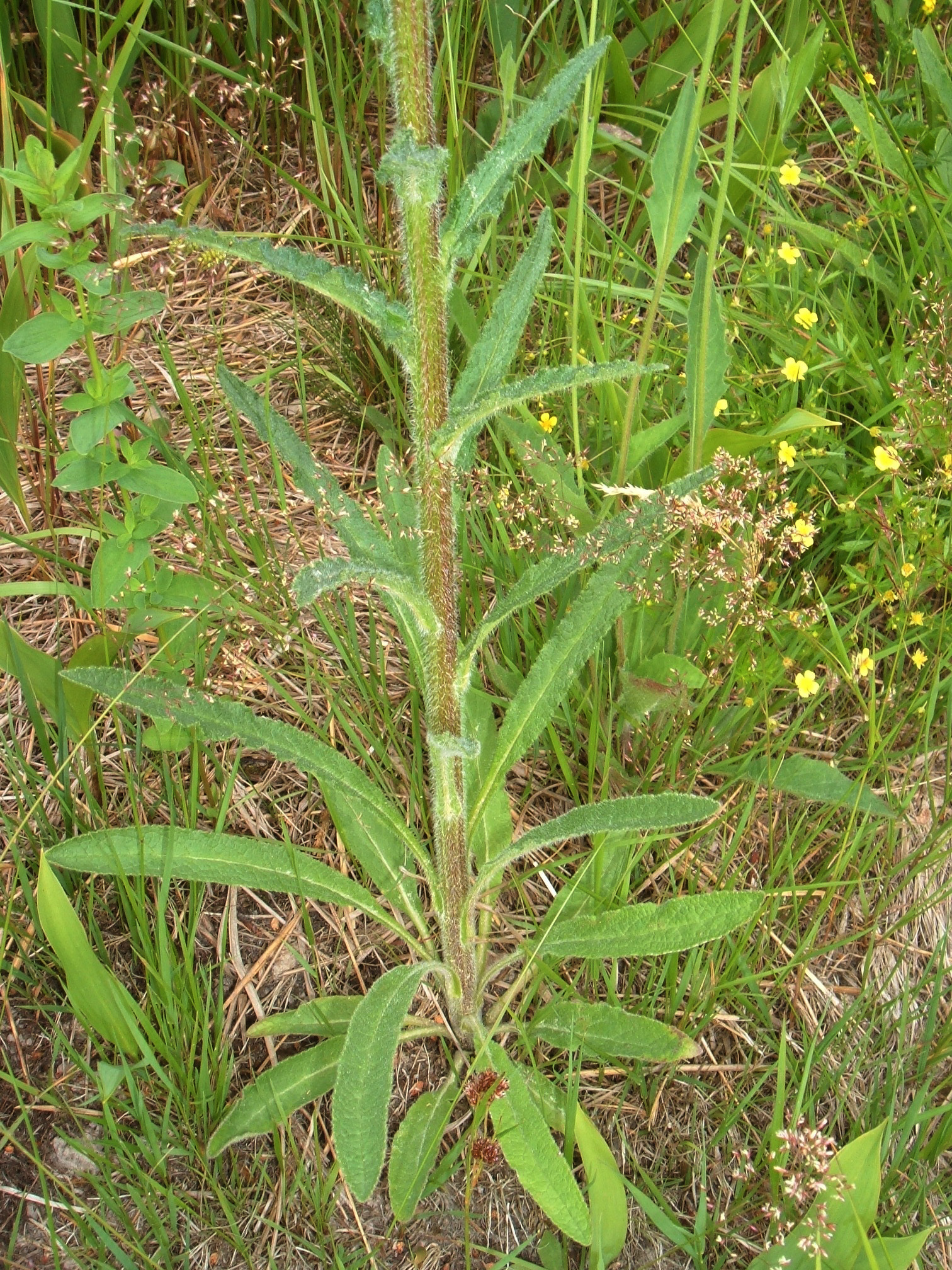
Стебель Колокольчика жестковолосого. Видны жёсткие волоски, давшие название виду

## Применение
В народной медицине используется надземная часть растения, срезаемая в начале или во время цветения.
Колокольчик жестковолосый обладает обезболивающим, антитоксическим и молокогонным (стимулирующим образование молока у кормящих женщин) свойствами.
Водный настой травы колокольчика жестковолосого принимают при боли в желудке, ломоте в пояснице и других частях тела и при зобе (болезни щитовидной железы). В старину растение применяли при укусах бешеных животных и змей.
Настой травы употребляют для обмываний при лишаях.
Колокольчик жестковолосый является медоносом, а также используется на корм для крупного рогатого скота и лошадей.

## Охранные меры
Занесен в список охраняемых растений Самарской области.

## Классификация

### Таксономия
Campanula cervicaria L., 1753, Sp. Pl. : 167
Вид Колокольчик жёстковолосый относится к роду Колокольчик (Campanula) семейства Колокольчиковые (Campanulaceae) порядка Астроцветные (Asterales). Кладограмма в соответствии с Системой APG IV по состоянию на июнь 2023 года:
|  |                                      |  |                                   |                                   |                           |  | ещё 10 семейств | ещё 10 семейств |                           |  |  |  | еще 457 подтвержденных видов и 125 видов, ожидающих подтверждения |
|  |                                      |  |                                   |                                   |                           |  | ещё 10 семейств | ещё 10 семейств |                           |  |  |  | еще 457 подтвержденных видов и 125 видов, ожидающих подтверждения |
|  |                                      |  |                                   | порядок Астроцветные              |                           |  |                 |                 | род Колокольчик           |  |  |  |                                                                   |
|  |                                      |  |                                   | порядок Астроцветные              |                           |  |                 |                 | род Колокольчик           |  |  |  |                                                                   |
|  | отдел Цветковые, или Покрытосеменные |  |                                   |                                   | семейство Колокольчиковые |  |                 |                 | Колокольчик жёстковолосый |  |  |  |                                                                   |
|  | отдел Цветковые, или Покрытосеменные |  |                                   |                                   | семейство Колокольчиковые |  |                 |                 |                           |  |  |  |                                                                   |
|  |                                      |  | ещё 63 порядка цветковых растений | ещё 63 порядка цветковых растений |                           |  |                 | ещё 354 рода    | ещё 354 рода              |  |  |  |                                                                   |
|  |                                      |  |                                   | ещё 63 порядка цветковых растений |                           |  |                 |                 | ещё 354 рода              |  |  |  |                                                                   |

### Синонимы

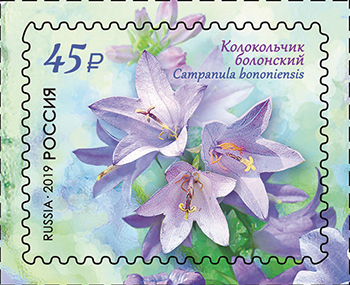
Почтовая марка, 2019 год

- Campanula capitata Schur
- Campanula cephalaria Vuk.
- Campanula cephalaria var. cardiophylla Vuk.
- Campanula cephalaria var. macrophylla Schloss. ex Vuk.
- Campanula cephalaria var. ovaliphylla Vuk.
- Campanula cephalaria var. polyanthemos Vuk.
- Campanula cerviana Pall.
- Campanula cervicaria var. albiflora Schur
- Campanula cervicaria var. capitata Schur
- Campanula cervicaria var. dalmatica (Tausch) Nyman
- Campanula cervicaria var. lingulata Nyman
- Campanula cervicaria var. longifolia Nyman
- Campanula cervicaria var. oblongifolia Schur
- Campanula dalmatica Tausch
- Campanula echiifolia Gilib.
- Campanula glomerata var. cervicaria (L.) Kuntze
- Campanula ligulata Steud.
- Campanula lingulata Rchb.
- Campanula longifolia Schloss. & Vuk.
- Syncodon cervicaria (L.) Fourr.
- Syncodon cervicarium Fourr.
- Weitenwebera cervicaria Opiz